# Cvrčovice (okres Kladno)
Obec Cvrčovice se nachází v okrese Kladno, kraj Středočeský, zhruba 5 km severovýchodně od centra Kladna. Žije zde 770 obyvatel. Kromě vlastních Cvrčovic k obci náleží dvě nevelké osady, Ferdinandka a Čabárna.
Dominantou obce je vodárenská věž, postavená v roce 1933. V obci je větší pekárna, která dodává pečivo pro blízké Kladno.

## Poloha
Katastrální území Cvrčovic zaujímá rozlohu 2,49 km². Na jihu a jihozápadě přiléhá k hranicím města Kladna, respektive jeho předměstí Vrapic (na jihu) a Švermova (na západě). Ze severní strany s Cvrčovicemi těsně sousedí obec Brandýsek, ze strany východní obec Stehelčeves.
Sama vesnice Cvrčovice se rozkládá kolem vedlejší silnice, spojující Vrapice s Brandýskem, ve vyvýšené poloze při pravé horní hraně údolí Týneckého potoka. Nadmořská výška zástavby se pohybuje od 300 do 336 m, přičemž hrana terénu na úrovni přibližně 330 m tvoří předěl mezi historickým jádrem vsi (severovýchodní část po svahu dolů) a novějšími ulicemi na horní plošině (jih a jihozápad).
Nejnižší místo obecního katastru leží ve výšce přibližně 281 m n. m. při pravém břehu rybníků pod osadou Čabárna (samy tamní rybníky s vodním parkem a záchranná stanice pro zvířata už ale nepatří ke Cvrčovicím, nýbrž ke Kladnu respektive Brandýsku), nejvyšší poloha o výšce 352 m n. m. je při okraji lesa Na Vysokém asi 200 m jv. od místa, kde do lesa vstupuje cesta, spojující Ferdinandku se Švermovem.
Většinu rozlohy obce představují pole a zemědělská půda vůbec. Rozsáhlé pásmo lesů, obklopujících město Kladno, končí právě na jihozápadním pomezí Cvrčovic (právě tudy probíhá předěl mezi lesnatou jihozápadní a bezlesou severovýchodní polovinou kladenského okresu) a na území obce zasahuje pouze malý výběžek lesa, pokrývající pravý svah údolí od Švermova k Čabárně. Mezi Ferdinandkou a Čabárnou se prostírají haldy z počátku 20. století, dnes už dávno zarostlé stromy a křovisky, které jim postupně dodávají přírodního charakteru.

## Historie
První písemná zmínka o obci pochází z roku 1316.

### Územněsprávní začlenění
Dějiny územněsprávního začleňování zahrnují období od roku 1850 do současnosti. V chronologickém přehledu je uvedena územně administrativní příslušnost obce v roce, kdy ke změně došlo:
- 1850 země česká, kraj Praha, politický i soudní okres Slaný[4]
- 1855 země česká, kraj Praha, soudní okres Slaný[4]
- 1868 země česká, politický i soudní okres Slaný[4]
- 1939 země česká, Oberlandrat Kladno, politický i soudní okres Slaný[5]
- 1942 země česká, Oberlandrat Praha, politický i soudní okres Slaný[6]
- 1945 země česká, správní i soudní okres Slaný[7]
- 1949 Pražský kraj, okres Slaný[8]
- 1960 Středočeský kraj, okres Kladno[9]

### Rok 1932
V obci Cvrčovice (1854 obyvatel, sbor dobrovolných hasičů) byly v roce 1932 evidovány tyto živnosti a obchody: 2 obchody s cukrovinkami, družstvo pro rozvod elektrické energie ve Cvrčovicích, holič, 6 hostinců, konsum Včela, výroba lihovin, modistka, obuvník, 2 obchody s ovocem a zeleninou, papírnictví, pekař, porodní asistentka, povozník, 10 rolníků, 3 řezníci, 5 obchodů se smíšeným zbožím, obchod se střižním zbožím, švadlena, 4 trafiky.

## Počet obyvatel a domů
| Rok            | 1869 | 1880  | 1890  | 1900  | 1910  | 1921  | 1930  | 1950 | 1961 | 1970 | 1980 | 1991 | 2001 |
| Počet obyvatel | 486  | 1 036 | 1 216 | 1 250 | 1 396 | 1 292 | 1 143 | 903  | 851  | 767  | 691  | 566  | 567  |
| Počet domů     | 42   | 86    | 97    | 107   | 123   | 123   | 155   | 183  | 215  | 217  | 214  | 229  | 226  |

## Doprava
- Silniční doprava – Do obce vedou silnice III. třídy. Ve vzdálenosti 4 km leží exit 9 Buštěhrad dálnice D7 Praha – Slaný – Chomutov.
- Železniční doprava – Železniční trať ani stanice na území obce nejsou. Nejblíže obci je železniční stanice Brandýsek ve vzdálenosti 1,5 km ležící na trati 093 z Kralup nad Vltavou do Kladna.
- Autobusová doprava – V obci zastavovaly v červnu 2011 autobusové linky jedoucí do těchto cílů: Kladno, Kralupy nad Vltavou, Praha, Slaný, Smečno, Velvary.[12]

## Pamětihodnosti
- Kaple se zvoničkou

## Další fotografie

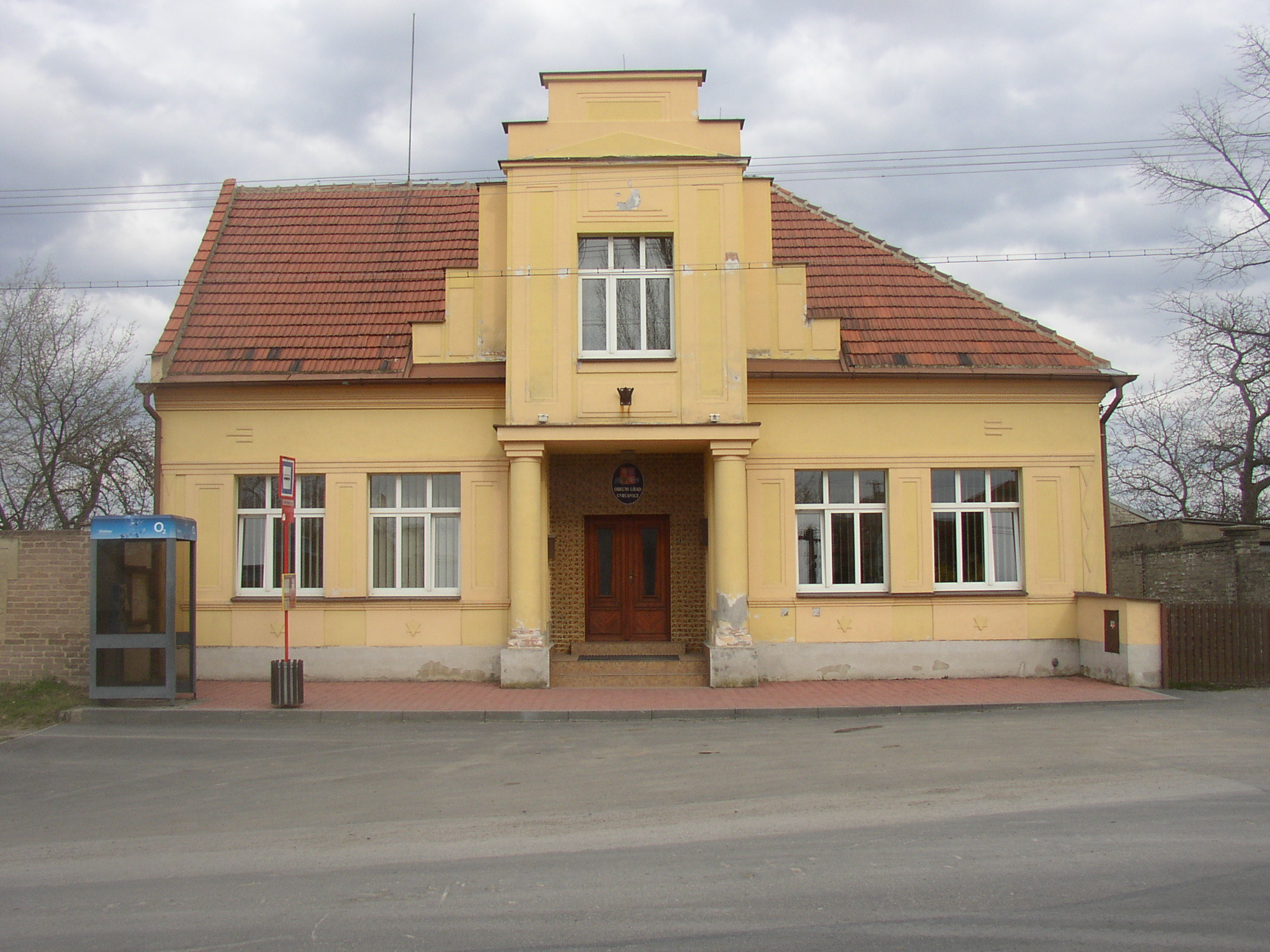
Obecní úřad
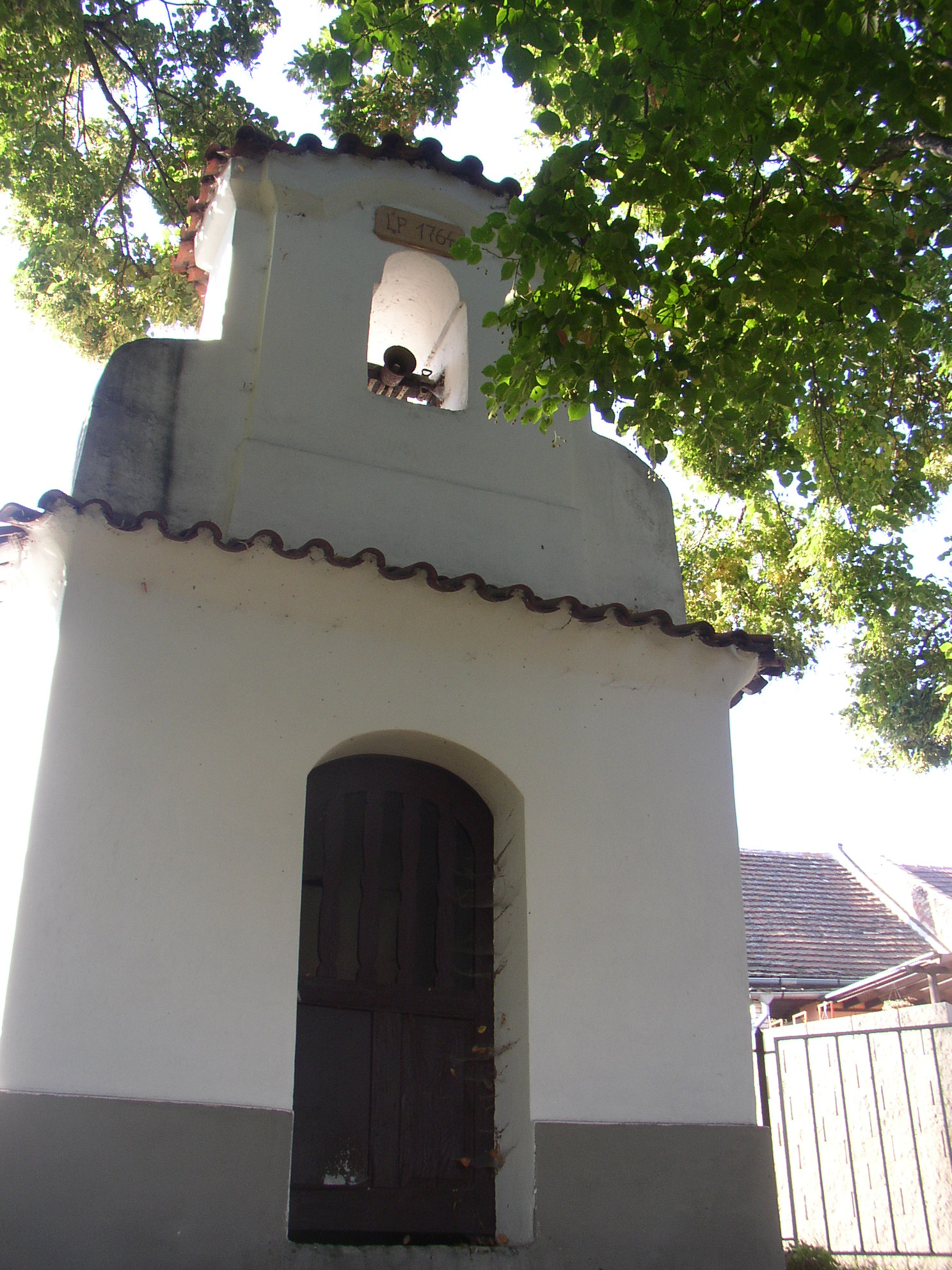
Kaplička – zvonička